# Onatnia

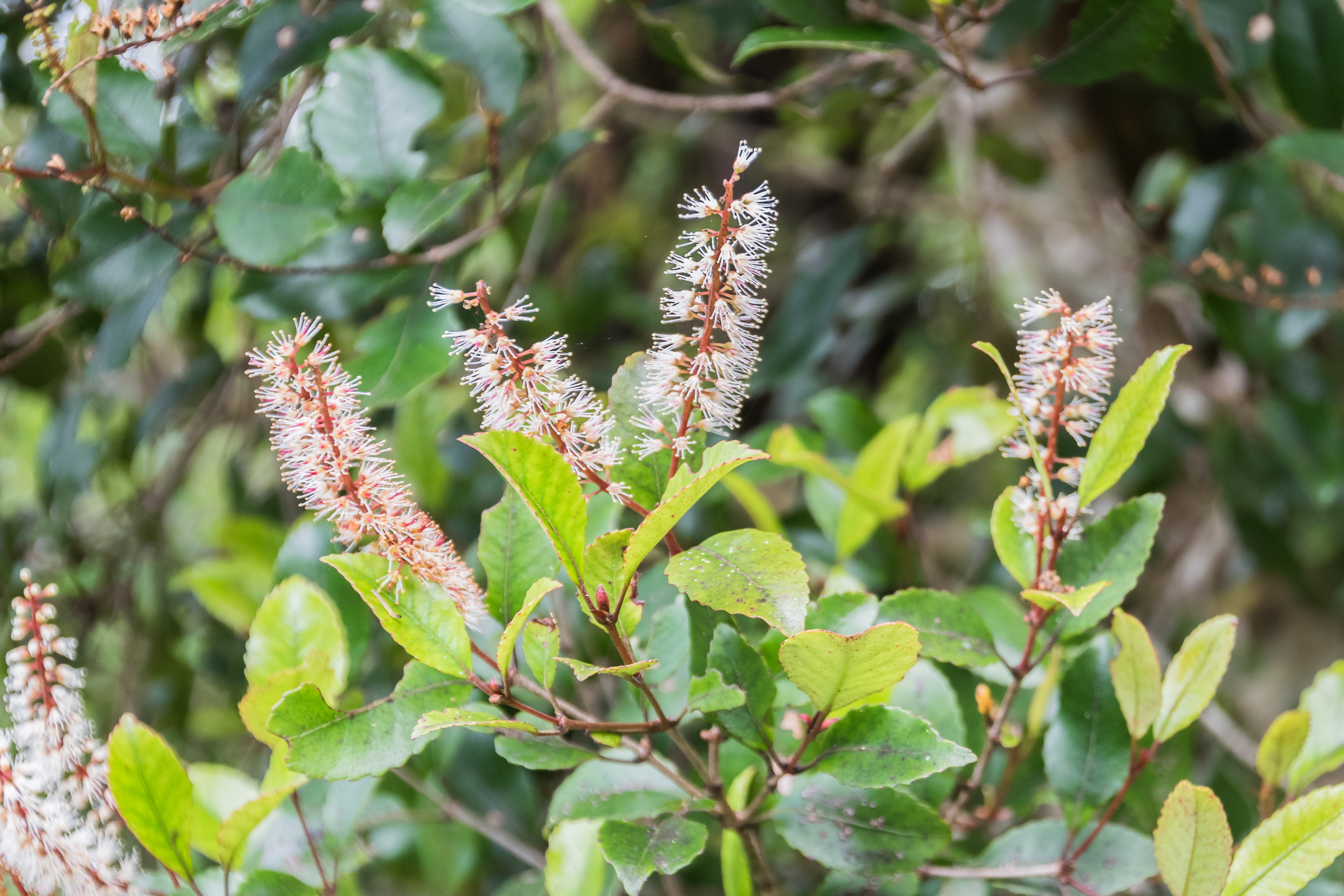
Weinmannia racemosa

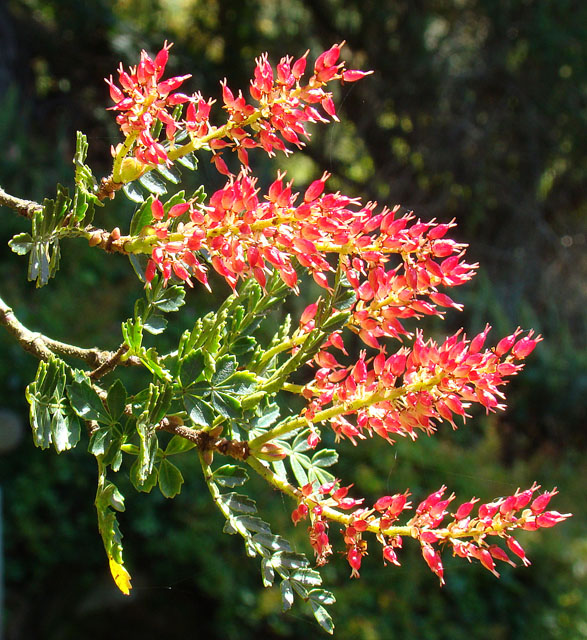
Weinmannia trichosperma

Onatnia (Weinmannia) – rodzaj roślin z rodziny radziliszkowatych (Cunoniaceae). Obejmuje co najmniej 155 gatunków zweryfikowanych, a według niektórych źródeł ok. 190. Jest najbardziej zróżnicowanym gatunkowo rodzajem w obrębie rodziny i najszerzej rozprzestrzenionym – jego przedstawiciele rosną na Madagaskarze i Maskarenach (40 gatunków), w południowo-wschodniej Azji, na wyspach Oceanu Spokojnego włączając Nową Zelandię (ok. 40 gatunków), w Ameryce Południowej w Andach (tu najwięcej – 75 gatunków), w Meksyku i na Antylach.
Liczne gatunki mają znaczenie użytkowe dostarczając drewna i będąc wykorzystywanymi jako rośliny lecznicze oraz miododajne.

## Systematyka
Pozycja systematyczna
Rodzaj z rodziny radziliszkowatych (Cunoniaceae) należącej do rzędu szczawikowców (Oxalidales). W obrębie rodziny należy do podrodziny Cunonioideae.
Wykaz gatunków
- Weinmannia abstrusa J.F.Morales
- Weinmannia affinis A.Gray
- Weinmannia aggregata Z.S.Rogers & J.Bradford
- Weinmannia anisophylla Standl. & L.O.Williams
- Weinmannia aphanoneura Airy Shaw
- Weinmannia apurimacensis O.C.Schmidt
- Weinmannia arguta (Bernardi) J.Bradford
- Weinmannia auriculata D.Don
- Weinmannia auriformis Z.S.Rogers
- Weinmannia baccariniana Pamp.
- Weinmannia baehniana Bernardi
- Weinmannia balbisiana Kunth
- Weinmannia bangii (Rusby) Engl.
- Weinmannia bojeriana Tul.
- Weinmannia boliviensis R.E.Fr.
- Weinmannia brachystachya Willd. ex Engl.
- Weinmannia bradfordiana Z.S.Rogers
- Weinmannia bradfordii I.M.Turner
- Weinmannia burserifolia Standl.
- Weinmannia celebica Koord.
- Weinmannia chryseis Diels
- Weinmannia cinerea Ruiz & Pav.
- Weinmannia clemensiae Steenis
- Weinmannia cochensis Hieron.
- Weinmannia cogolloi J.F.Morales
- Weinmannia commersonii Bernardi
- Weinmannia comorensis Tul.
- Weinmannia condorensis Z.S.Rogers
- Weinmannia coodei H.C.Hopkins
- Weinmannia corocoroensis J.Bradford & P.E.Berry
- Weinmannia costulata Cuatrec.
- Weinmannia crassifolia Ruiz & Pav.
- Weinmannia croftii H.C.Hopkins
- Weinmannia cundinamarcensis Cuatrec.
- Weinmannia cymbifolia Diels
- Weinmannia davidsonii A.Fuentes & Z.S.Rogers
- Weinmannia decora Tul.
- Weinmannia denhamii Seem.
- Weinmannia descendens Diels
- Weinmannia descombesiana Bernardi
- Weinmannia devogelii H.C.Hopkins
- Weinmannia dichotoma Brongn. & Gris
- Weinmannia discolor Gardner
- Weinmannia dzieduszyckii Szyszyl.
- Weinmannia elliptica Kunth
- Weinmannia eriocarpa Tul.
- Weinmannia exigua A.C.Sm.
- Weinmannia eymana H.C.Hopkins
- Weinmannia fagaroides Kunth
- Weinmannia furfuracea H.C.Hopkins
- Weinmannia geometrica Rusby
- Weinmannia glabra L.f.
- Weinmannia glomerata C.Presl
- Weinmannia guyanensis Klotzsch ex Engl.
- Weinmannia haenkeana Engl.
- Weinmannia henricorum Bernardi
- Weinmannia hepaticarum Bernardi
- Weinmannia heterophylla Ruiz & Pav.
- Weinmannia hildebrandtii Baill.
- Weinmannia hooglandii H.C.Hopkins & J.Bradford
- Weinmannia horrida J.F.Morales
- Weinmannia humbertiana Bernardi
- Weinmannia humblotii Baill.
- Weinmannia humilis Engl.
- Weinmannia hutchinsonii Merr.
- Weinmannia ibaguensis Cuatrec.
- Weinmannia icacifolia (Bernardi) Bernardi
- Weinmannia ilutepuiensis P.E.Berry & J.Bradford
- Weinmannia intermedia Schltdl. & Cham.
- Weinmannia jahnii Cuatrec.
- Weinmannia jelskii Szyszyl.
- Weinmannia karsteniana Szyszyl.
- Weinmannia kunthiana D.Don
- Weinmannia lansbergiana Engl.
- Weinmannia latifolia C.Presl
- Weinmannia laurina Kunth
- Weinmannia laxiramea Killip & A.C.Sm.
- Weinmannia lechleriana Engl.
- Weinmannia lentiscifolia C.Presl
- Weinmannia lopezana Cuatrec.
- Weinmannia louveliana Bernardi
- Weinmannia lowryana J.Bradford
- Weinmannia loxensis Harling
- Weinmannia lucens Baker
- Weinmannia lucida Merr.
- Weinmannia luzoniensis S.Vidal
- Weinmannia lyrata Rusby
- Weinmannia macgillivrayi Seem.
- Weinmannia macrophylla Kunth
- Weinmannia madagascariensis DC. ex Ser.
- Weinmannia magnifica J.Bradford & Z.S.Rogers
- Weinmannia magnifolia Cuatrec.
- Weinmannia mammea Bernardi
- Weinmannia mariquitae Szyszyl.
- Weinmannia marojejyensis J.S.Mill. & J.Bradford
- Weinmannia marquesana F.Br.
- Weinmannia mauritiana D.Don
- Weinmannia microphylla Ruiz & Pav.
- Weinmannia minutiflora Baker
- Weinmannia multijuga Killip & A.C.Sm.
- Weinmannia negrosensis Elmer
- Weinmannia organensis Gardner
- Weinmannia ouaiemensis (Guillaumin & Virot) Hoogland
- Weinmannia ovata Cav.
- Weinmannia paitensis Schltr.
- Weinmannia parviflora G.Forst.
- Weinmannia parvifoliolata Cuatrec.
- Weinmannia pauciflora J.Bradford
- Weinmannia paulliniifolia Pohl ex Ser.
- Weinmannia pentaphylla Ruiz & Pav.
- Weinmannia pinnata L.
- Weinmannia piurensis O.C.Schmidt
- Weinmannia polyphylla Moric. ex Ser.
- Weinmannia portlandiana R.A.Howard & Proctor
- Weinmannia pubescens Kunth
- Weinmannia pullei Schltr.
- Weinmannia purpurea L.M.Perry
- Weinmannia racemosa L.f.
- Weinmannia raiateensis J.W.Moore
- Weinmannia rakotomalazana J.Bradford
- Weinmannia rapensis F.Br.
- Weinmannia reticulata Ruiz & Pav.
- Weinmannia rhoifolia Rusby
- Weinmannia richii A.Gray
- Weinmannia rollottii Killip
- Weinmannia rutenbergii Engl.
- Weinmannia samoensis A.Gray
- Weinmannia sanguisugarum Bernardi
- Weinmannia serrata Brongn. & Gris
- Weinmannia sorbifolia Kunth
- Weinmannia spiraeoides A.Gray
- Weinmannia spruceana Engl.
- Weinmannia stenocarpa Killip & A.C.Sm.
- Weinmannia stenostachya Baker
- Weinmannia subsessiliflora Ruiz & Pav.
- Weinmannia sylvicola Sol. ex A.Cunn.
- Weinmannia ternata Engl.
- Weinmannia testudineata Cuatrec.
- Weinmannia tinctoria Sm.
- Weinmannia tolimensis Cuatrec.
- Weinmannia tomentosa L.f.
- Weinmannia tremuloides H.C.Hopkins & J.Florence
- Weinmannia trianae Wedd.
- Weinmannia trichosperma Cav.
- Weinmannia ulei Diels
- Weinmannia urdanetensis Elmer
- Weinmannia vegasana Killip & A.C.Sm.
- Weinmannia velutina O.C.Schmidt
- Weinmannia venusta Bernardi
- Weinmannia vescoi Drake
- Weinmannia vitiensis Seem.
- Weinmannia vulcanicola J.F.Morales
- Weinmannia wercklei Standl.
- Weinmannia ysabelensis L.M.Perry
- Weinmannia yungasensis A.Fuentes & Z.S.Rogers